# Miquel Navarro i Palos
Miquel Navarro i Palos (Barcelona, 22 de novembre de 1929) fou un atleta català especialitzat en proves de fons i marató.
Començà la seva carrera l'any 1951 al RCD Espanyol. La seva especialitat era el gran fons, guanyant cinc cops el Campionat de Catalunya, que aquells anys es disputava sobre 30 km, entre 1957 i 1964. També fou cinc cops campió d'Espanya de marató, a més d'un segon lloc (1960) i un tercer lloc (1965). Entre els anys 1958 i 1964 fou posseïdor dels rècords de Catalunya i d'Espanya de l'hora, dels 20 km, dels 24 km, dels 30 km i de la marató. Participà en els Jocs Olímpics de Roma de 1960, als campionats d'Europa de 1958 i 1962 i fou segon als Jocs del Mediterrani de 1959.
Fundà el Cornellà Atlètic (1968) i el Club d'Atletisme Esplugues (1982), dels quals també en fou entrenador, així com del Club Natació Esplugues (1982).
Va rebre la medalla de Forjador de la Història Esportiva de Catalunya l'any 1997, així com la medalla de plata de la ciutat de Barcelona (1960).

## Palmarès
Campió de Catalunya
- 30 km: 1957, 1959, 1960, 1962, 1964

Campió d'Espanya
- marató: 1957, 1958, 1959, 1961, 1964